# Южен федерален окръг
Южният федерален окръг (на руски: Ю̀жный федера̀льный о̀круг) е федерален окръг в южната част на Европейска Русия. Административен център на окръга е Ростов на Дон.
Заема територия с площ 447 821 km2. Населението на окръга е 16 367 949 души (по оценка към 1 януари 2016 г.), с плътност 36 д./km2.

## История
Образуван е с указ на президента на Руската федерация № 849 от 13 май 2000 г. с наименованието Севернокавказки федерален окръг. Съвсем скоро обаче – на 21 юни същата година, с указ № 1149 е преименуван на Южен федерален окръг.
От състава му е отделен сегашният Севернокавказки федерален окръг (с център Пятигорск) на 19 януари 2010 г. Към него е присъединен закритият Кримски федерален окръг на 28 юли 2016 г.

## Състав
Южният федерален окръг включва следните субекти на Руската федерация:
| Southern Federal District (prior to 2010 split) | Southern Federal District (prior to 2010 split) | Southern Federal District (prior to 2010 split) | Southern Federal District (prior to 2010 split) |
| #                                               | Знаме                                           | Федерален субект                                | Административен център                          |
| ----------------------------------------------- | ----------------------------------------------- | ----------------------------------------------- | ----------------------------------------------- |
| 1                                               |                                                 | Република Адигея                                | Майкоп                                          |
| 2                                               |                                                 | Астраханска област                              | Астрахан                                        |
| 3                                               |                                                 | Волгоградска област                             | Волгоград                                       |
| 4                                               |                                                 | Република Калмикия                              | Елиста                                          |
| 5                                               |                                                 | Краснодарски край                               | Краснодар                                       |
| 6                                               |                                                 | Република Крим                                  | Симферопол                                      |
| 7                                               |                                                 | Ростовска област                                | Ростов на Дон                                   |
| 8                                               |                                                 | град от федерално значение Севастопол           | Севастопол                                      |